# Kvinnoföreningens beredskapskommitté
Kvinnoföreningens beredskapskommitté var en svensk förening verksam under andra världskriget.
Kvinnoföreningarnas Beredskapskommitté bildades 1938 och började fungera efter krigsutbrottet 1939. Dess syfte var att informera och förbereda kvinnor för krigsarbete, främst att ersätta inkallade män inom olika arbetsuppgifter.